# Xuân Nghị
Đỗ Xuân Nghị (sinh ngày 3 tháng 4 năm 1990), thường được biết đến với nghệ danh Xuân Nghị, là một nam diễn viên người Việt Nam. Năm 2020, anh đoạt giải "Nam diễn viên ấn tượng" tại Ấn tượng VTV với vai diễn Cao Minh Bách trong Nhà trọ Balanha.

## Tiểu sử và sự nghiệp
Khi còn học lớp 12, cha của Xuân Nghị mất việc làm, cuộc sống gia đình trở nên khó khăn hơn nên cả gia đình đã chuyển từ Nha Trang về Thanh Hoá sinh sống. Khoảng năm 2009, sau khi tốt nghiệp phổ thông, Xuân Nghị quyết định vào miền nam để theo đuổi niềm đam mê làm nghệ thuật của mình.
Vào Sài Gòn, Xuân Nghị lại không thi đỗ vào trường Đại học Sân khấu điện ảnh. Sau đó, thông qua một người bạn Xuân Nghị ứng tuyển và được lựa chọn vào khóa đào tạo diễn viên ở sân khấu Hồng Vân. Có thể nói Sân khấu Hồng Vân như là một cánh cửa giúp Xuân Nghị hiện thực ước mơ của mình.
Năm 2016, Xuân Nghị tham gia cuộc thi Tiếu lâm tứ trụ. Với nét hài duyên dáng, lém lỉnh cùng chất giọng đặc biệt, Xuân Nghị giành giải Á quân tại cuộc thi này. Ngôi vị Á quân mà anh đạt được đã khiến NSND Hồng Vân tự hào. Sau cuộc thi anh tiếp tục làm diễn viên kịch tại sân khấu Phú Nhuận và dần “lấn sân” sang truyền hình với bộ phim Nhật ký vợ chồng son.
Giữa tháng 6/2018, Xuân Nghị gây chú ý với vai Mr. Cần Trô trong “Ngày ấy mình đã yêu”. Dù là vai diễn phụ nhưng chất giọng Phú Yên đặc sệt cùng những câu thoại hóm hỉnh đã giúp Xuân Nghị thu hút nhiều bạn trẻ và biệt danh Mr. Cần Trô cũng theo anh từ đó.
Năm 2019, Xuân Nghị tham gia WebDrama Bệnh viện thần ái vào vai Bác sĩ Dũng. Bộ phim thành công với nhiều giải thưởng.
Năm 2020, Xuân Nghị tham gia phim Nhà trọ Balanha. Trong phim, Xuân Nghị tiếp tục gây ấn tượng với khán giả khi vào vai anh chàng Cao Minh Bách hài hước, tốt bụng.
Xuân Nghị cũng đảm nhận vai trò MC trong chương trình Chuyến xe thời gian, phát sóng trên HTV7.

## Tác phẩm đã tham gia

### Phim

#### Truyền hình
| Năm  | Tựa phim                      | Vai diễn      | Đạo diễn              | Kênh  | Nguồn             |
| ---- | ----------------------------- | ------------- | --------------------- | ----- | ----------------- |
| 2010 | Một dành cho em               | Đạt           | Xuân Phước            | HTV7  |                   |
| 2015 | Khúc hát mặt trời             | Vinh          | NSƯT Vũ Trường Khoa   | VTV3  |                   |
| 2018 | Ngày ấy mình đã yêu           | Đức           | Nguyễn Khải Anh       | VTV3  | [ 2 ]             |
| 2020 | Nhà trọ Balanha               | Cao Minh Bách | Nguyễn Khải Anh       | VTV3  | [ 1 ] [ 3 ] [ 4 ] |
| 2023 | Lof Ba Vì: Sứ mệnh yêu thương | Quan Thị Tí   | Nguyễn Đức Nhật Thanh | VieON |                   |

#### Điện ảnh
| Năm  | Tựa phim                    | Vai diễn         | Đạo diễn                  | Nguồn |
| ---- | --------------------------- | ---------------- | ------------------------- | ----- |
| 2017 | Xóm trọ 3D                  | Đỗ Lệ            | Hoàng Tuấn Cường          |       |
| 2018 | Đích tôn độc đắc            |                  | Trần Ngọc Giàu            |       |
| 2018 | Hạ cuối tình đầu            |                  | Trương Quang Thịnh        |       |
| 2019 | 3D cung tâm kế              | Hoa Lệ           | Xuân Trang                |       |
| 2019 | Anh thầy ngôi sao           |                  | Đỗ Đức Thịnh              |       |
| 2019 | Vô gian đạo                 |                  | Trần Việt Anh             |       |
| 2020 | Nắng 3: Lời hứa của cha     |                  | Đồng Đăng Giao            |       |
| 2021 | Bố già                      | Thợ chụp ảnh thẻ | Trấn Thành - Vũ Ngọc Đãng |       |
| 2021 | Trạng Tí phiêu lưu ký       | Sở Lộc Hồng      | Phan Gia Nhật Linh        | [ 5 ] |
| 2022 | Cù lao xác sống             |                  | Nguyễn Thành Nam          |       |
| 2023 | Trên Bàn Nhậu Dưới Bàn Mưu  | 007              | Tien M. Nguyen            |       |
| 2024 | Ngày xưa có một chuyện tình | Cậu Huân         | Trịnh Đình Lê Minh        |       |

#### Web Drama
| Năm  | Tựa phim                   | Vai diễn    | Nguồn            |
| ---- | -------------------------- | ----------- | ---------------- |
| 2017 | Thần thám Trần Hạo Nam     | Vinh Khùng  | Lâm Chấn Khang   |
| 2017 | Giải cứu cà tưng           |             | Giang hồ Chợ Mới |
| 2017 | Giang hồ chợ mới           | Lắc Kêu     | Giang hồ Chợ Mới |
| 2018 | Truyền nhân quan nhị ca    | Vinh Khùng  | Lâm Chấn Khang   |
| 2019 | Giải cứu tiểu thư (phần 5) |             | Hồ Việt Trung    |
| 2019 | Bệnh viện thần ái          | Bác sĩ Dũng | Nam Việt         |
| 2020 | Đại kê chạy đi             |             | Hồng Vân         |
| 2020 | Mẹ mẹ con con              |             | Hồng Vân         |
| 2021 | Đường về nhà của hai       | Xuân Nghị   | Chó              |
| 2021 | Tam thái tử                | Lắc Kêu     | Giang hồ Chợ Mới |
| 2021 | Hậu duệ của biển           | Biển        | MCV              |
| 2021 | Lá bài tẩy                 | Tâm         | Nam Việt         |
| 2022 | 2 Mổ                       | 2 Mổ        | N2L              |
| 2023 | Chủ Tịch Giao Hàng         |             | Trường Giang     |
| 2023 | Siêu Trợ Lý                | Già Làng    | Trương Quỳnh Anh |

### Kịch
- Đàn bà mấy tay
- Góc tối showbiz
- Bí mật lời nguyền
- 3D cung tâm kế
- 3D cung tâm kế phần 2
- 3D cung tâm kế phần 3
- Kỳ án 292
- Câu chuyện rừng xanh
- Mama sư phụ
- Bất chấp yêu nhau đi
- Người vợ ma
- Điều ước của quỷ
- Căn phòng câm lặng
- Phục diện pháp y
- Thoát xác
- 2-4-6
- Tiệm tóc âm dương
- Tôi là gay
- Và nhiều vở kịch khác

### Hài
- Người tốt còn sót lại
- Nếu yêu hãy nói ta yêu mi
- Khi hàng xóm đam mê karaoke
- Xem là ghiền
- Thánh sống ảo
- Ý em quên
- Chí Phèo ngoại truyện
- Hot boy gặp hot girl
- Đào mộ siêu ly kỳ
- Tên trộm may mắn
- Băng cướp cà tưng
- Lên miếu thần tài cầu số
- Và nhiều vở hài khác

## Chương trình truyền hình
- Tiếu lâm tứ trụ
- Đấu trường tiếu lâm
- Cười xuyên Việt
- Ai là triệu phú
- Cầu thủ nhí 2020
- Tỏ tình hoàn mỹ
- Tỷ lệ may mắn
- Người Bí Ẩn
- Ơn giời cậu đây rồi!
- Gala cười (2021, 2023)
- Nhanh như chớp
- Thiếu niên nói (Mùa 2)
- Nhanh như chớp nhí
- Ký ức vui vẻ
- Đêm tiệc cùng sao
- Giọng ải giọng ai
- Giọng ca bí ẩn
- Sàn đấu ca từ
- 7 nụ cười xuân
- Đàn ông phải thế
- Chuyến xe thời gian
- Thiên đường ẩm thực
- Mái ấm gia đình Việt
- Ca sĩ bí ẩn (mùa 6)
- Và nhiều chương trình khác

## Giải thưởng
| Năm  | Giải thưởng   | Hạng mục                                | Tác phẩm đề cử  | Kết quả   | Tham khảo |
| ---- | ------------- | --------------------------------------- | --------------- | --------- | --------- |
| 2020 | Ấn tượng VTV  | Nam diễn viên ấn tượng                  | Nhà trọ Balanha | Đoạt giải | [ 1 ]     |
| 2020 | Ngôi Sao Xanh | Nam diễn viên truyền hình xuất sắc nhất | Nhà trọ Balanha | Đoạt giải | [ 6 ]     |